# Jidai (canción de Arashi)
«Jidai» (時代 «Época»?) es el sexto sencillo de la boy band japonesa Arashi que fue lanzado el 1 de agosto de 2001. El tema fue usado para el drama japonés Kindaichi Shonen no Jikenbo 3 donde actuó Jun Matsumoto. "Jidai" es el último sencillo lanzado bajo la discográfica Pony Canyon antes de que el grupo se fuera a J Storm. Tiene el certificado de disco de platino por la RIAJ ya que vendieron 400 000 copias.

## Información del sencillo
El sencillo fue lanzado en dos ediciones una edición normal y una edición limitada con dos canciones y karaokes, las dos ediciones tienen diferente portada y solo la limitada contiene tarjetas y un póster. "Jidai" fue usada para el tema principal del dorama Kindaichi Shonen no Jikenbo 3 protagonizado por Matsumoto Jun en su primer papel protagonista. El sencillo es también el último sacado bajo la discográfica Pony Canyon antes de que el grupo se pasara a la discográfica propia, J-Storm a finales de 2001. El 19 de septiembre de 2001, "Jidai" fue galardonado como "Mejor canción principal" en la 30.º Premios de la Televisión.

## Lista de pistas
| N.º | Título                     | Letras                   | Música                      | Duración |  |
| 1.  | «Jidai»                    | Tsukasa                  | Tsukasa                     | 4:52     |  |
| 2.  | «Koi wa Burekki»           | Maria Kuze (久世まりあ?) | Kouji Makaino (馬飼野康二?) | 4:33     |  |
| 3.  | «Jidai» (Karaoke)          | Tsukasa                  | Tsukasa                     | 4:52     |  |
| 4.  | «Koi wa Burekki» (Karaoke) | Kuze                     | Makaino                     | 4:33     |  |